# Краљева винарија
Краљева винарија и виногради се налазе у подножју Опленца, у Тополи, као једна од најстаријих винарија у Србији. Оснивач винарије је краљ Петар , иако највеће заслуге за развој винарства и виноградарства припадају његовом наследнику краљу Александру I.
Винарија је данас у саставу Задужбине Краљ Петар I.

## Историјат винарства
Предео око Тополе и Опленца од давнина је био познат по узгајању квалитетне винове лозе и одличних вина. Погодна умерено континентална клима правилних температурних колебања и специфична конфигурација терена углавном источне и југоисточне експозиције погодовале су да се најстарији житељи овог краја определе за узгајање сортних лоза. Стари Римљани су суседном селу и брегу у наставку Опленца Винча, наденули име Vincea по квалитетном вину које је добијано од изразито укусног и мирисног грожђа. Први записи о виноградарству овог подручја потичу из 1432. године у путопису Бертрандона де ла Брокијера бургунијског путописца и чиновника на двору Филипа III Доброг. Грожђе и вино и данас представљају симбол сваког села ове области. Стога овај крај с поносом краси титула престонице српских чокота.
У оквиру свог надалеко познатог иметка у Тополи, још је Карађорђе на падинама ближе врху Опленца засновао плодоносне винограде. Кнез Александар се озбиљније посветио виноградарским засадима у Тополи, али ће прави процват опленачког виногорја отпочети тек доласком Краља Петра I у ове крајеве. Пресудну улогу у напретку и озбиљном развоју винарства и виноградарства овог краја представљало је оснивање Венчачке виноградарске задруге 1903. године која је окупила виноградаре из Винче, Брезовице, Липовца, Тополе и Бање. Тада је у Тополи и околини било око 1500 хектара винограда. Паралелно са радовима на изградњи династичког маузолеја, Краљ Петар I је иза цркве дао да се сазида мали подрум где је све до почетка Првог светског рата прерађивано грожђе.
Краљ Александар I наставио подухват свог оца и деде, основавши винарију 1931. године и засадивши на преко 50 хектара 150.000 чокота сорти Траминац, Шардоне, Гаме и Пино Ноар набављених у Француској, али и аутохтоне сорте које су давале одличне купаже. Временом су настала позната вина Тријумф, Опленка, Жилавка и Розе. Краљевски виноград је постао расадник квалитетних сорти које су потраживала огледна добра, пољопривредне школе и домаћинства. Вина која су се добијала са краљевских винограда су се служила приликом званичних посета европских владара али су нашла и свој пут до трпезе страних дворова.

## Архивска вина
У оквиру винарије постоји јединствена колекција вина на Балкану из доба Карађорђевића, која се више од осам деценија чува на 12 m дубине у краљевском подруму на Опленцу. Винотека, коју данас чини око 280 флаша из доба када су српски краљеви у Тополи гајили лозу и производили вино. Међутим ова вина нису на продају због аманета краља Александра, који је у дворским књигама оставио завештање да се „никада не продају, већ да буду остављена за историју”.
Вина у овој колекцији налазе се под кључем на другом нивоу испод земље. Смештена су иза решетака на металним полицама. Најстарије је „жилавка” из 1931. године, а најмлађе вино је из шездесетих година 20. века. Верује се да су неке од ових боца лично архивирали српски краљеви. Вина су у флашама израђеним у три величине, са утиснутим краљевским грбом у стаклу. Боце су наручиване из Италије и Чешке, а етикете су ручно рађене и данас због своје крхкости не смеју ни да се додирну.